# 開基靈祐宮
開基靈祐宮，位於台灣臺南市中西區，是中華民國直轄市定古蹟，廟內主祀北極玄天上帝，因建廟最早，故冠有「開基」二字。學者陳在正認為該廟至少於明永曆十九年（1665年）前後已建成，且早於鷲嶺北極殿。此外該廟過去是軍民合建廟宇，各次重修也有官員出資，學者石萬壽認為這顯示該廟具有半官方性質，張溪南、黄明漢等則認為該廟與北極殿（大上帝廟）同為官廟。
該廟為了與同主祀玄天上帝的「大上帝廟」區分，所以時人俗稱該廟為「小上帝廟」。小上帝廟之別稱，已可見於康熙五十九年（1720年）王禮所撰之《臺灣縣志》。而除了主祀的玄天上帝外，廟內還有陪祀王靈天君、馬府千歲等神祇。

## 沿革

### 立廟由來
該廟為明鄭時所建，建於當時承天府署（今赤崁樓）背面，屬府治鎮北坊。而關於建廟的年代，清代舊志皆以「偽時建」或「鄭氏所建」帶過，而日治時期的寺廟台帳記載則為明永曆廿五年（1671年）。廟方出版的沿革則曾寫說在明永曆年間（1665年─1671年），不過後來已更改為明永曆十九年（1665年）。而學者陳在正考證明代遺臣王忠孝所撰〈東寧上帝序〉一文，認為該廟是明鄭時期鎮將林陞及其部下黃某，奉請真武大帝神像到東寧府治鎮北坊建廟崇祀，囑託王忠孝為主倡者。而該廟即是開基靈祐宮，後來鄭氏再建大上帝廟。因王忠孝於永曆十八年（1664年）四月渡台，十九年冬末病，二十年四月廿八日（1666年5月31日）病歿，故認為該廟約於明永曆十九年（1665年）前後建成，並且早於北極殿（大上帝廟）。陳在正遂據此認為創建於明永曆廿五年（1671年）之說有誤。

### 發展
進入清朝之後，開基靈祐宮增建後殿，供奉首任臺灣知府蔣毓英之祿位牌。而在康熙三十七年（1698年）時，總鎮張玉麒調任來臺時遭遇風浪，夢見神明披髮跣足自檣而降，後風浪才平靜下來，上岸後至該廟祭拜，見神袍猶濕，認為是該廟主神顯靈救他便將該廟予以整修，重建後之廟宇格局為「立祠三進，前置三川門以分內外，中建正殿以奉聖神，末設後殿以祀蔣侯，左右護龍圍繞以為廟室。鑿池沼於中庭，養玄龜以示北極，立照牆於前埕，映朱霞以煥廟堂」。而該廟的信徒以文武吏卒為主，乾隆十五年（1750年）由於東安坊的臺灣縣署右有城守營，前有鎮標右營，每日槍砲演習，噪音不斷且連續七任知縣均在任內去世，臺灣縣知縣魯鼎梅認為縣署不祥且過於狹隘，將縣衙遷到赤崁樓右側（今臺南市成功國小）並整修赤崁樓供人遊玩，使該廟香火大盛，但信徒裡的一般士民仍較少，故之後道光十五年（1835年）由臺灣縣知縣陳炳極主倡再次重修、咸豐六年（1856年）總理詹廷貴倡議重新修繕主要由官方及吏卒出資。
而進入日治時期後，由於文武吏卒的撤離，導致該廟香火不濟，而有了上帝典當冠冕之諷，但1914年該廟仍有重修過，山牆上有士紳合捐銀錢的「重修靈祐宮碑記」。1932年由於要擴建明治公學校（今成功國小），拆除了位於校地裡的部分，而信徒則將整座廟宇移到三川門前重建。而在重建時，將廟宇原本的方位做了180°的轉向，從座西朝東改成座東向西以繼續使用原有的三川門。
二次大戰時，該廟屋頂受到轟炸而毀損，遂於1948年重修，於隔年完工。1972年、1984年亦有修建。2004年、2005年再次修復，並在本次修復過程中，在前殿後步口發現原為日治時間前步口的清水磚框、垂花、短柱目前已填塞磚塊之遺跡，是該廟於日治時期建築轉向的有力證據，這些歷史證據保留在現地進行展示。

## 建築特色

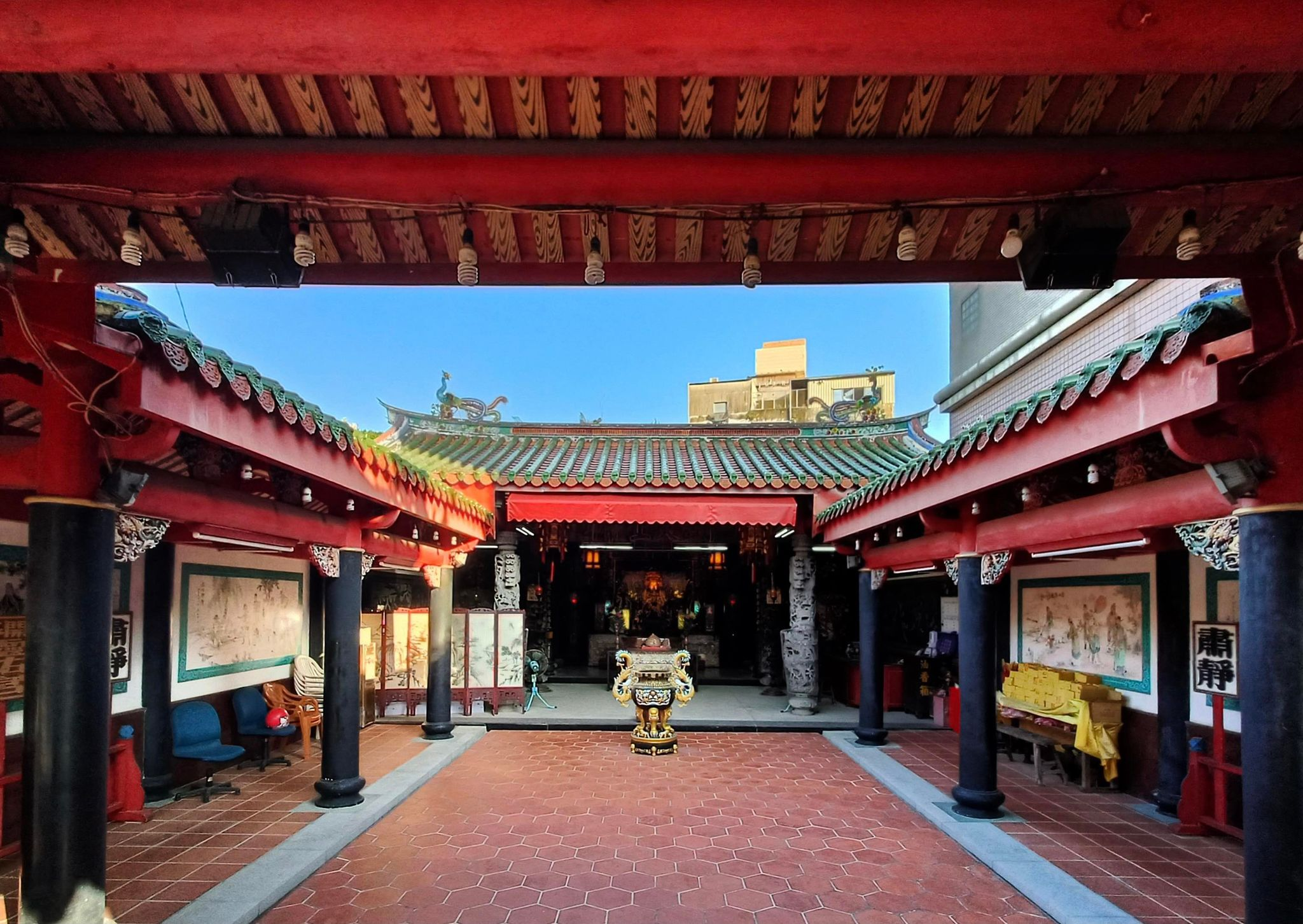
開基靈祐宮的正殿
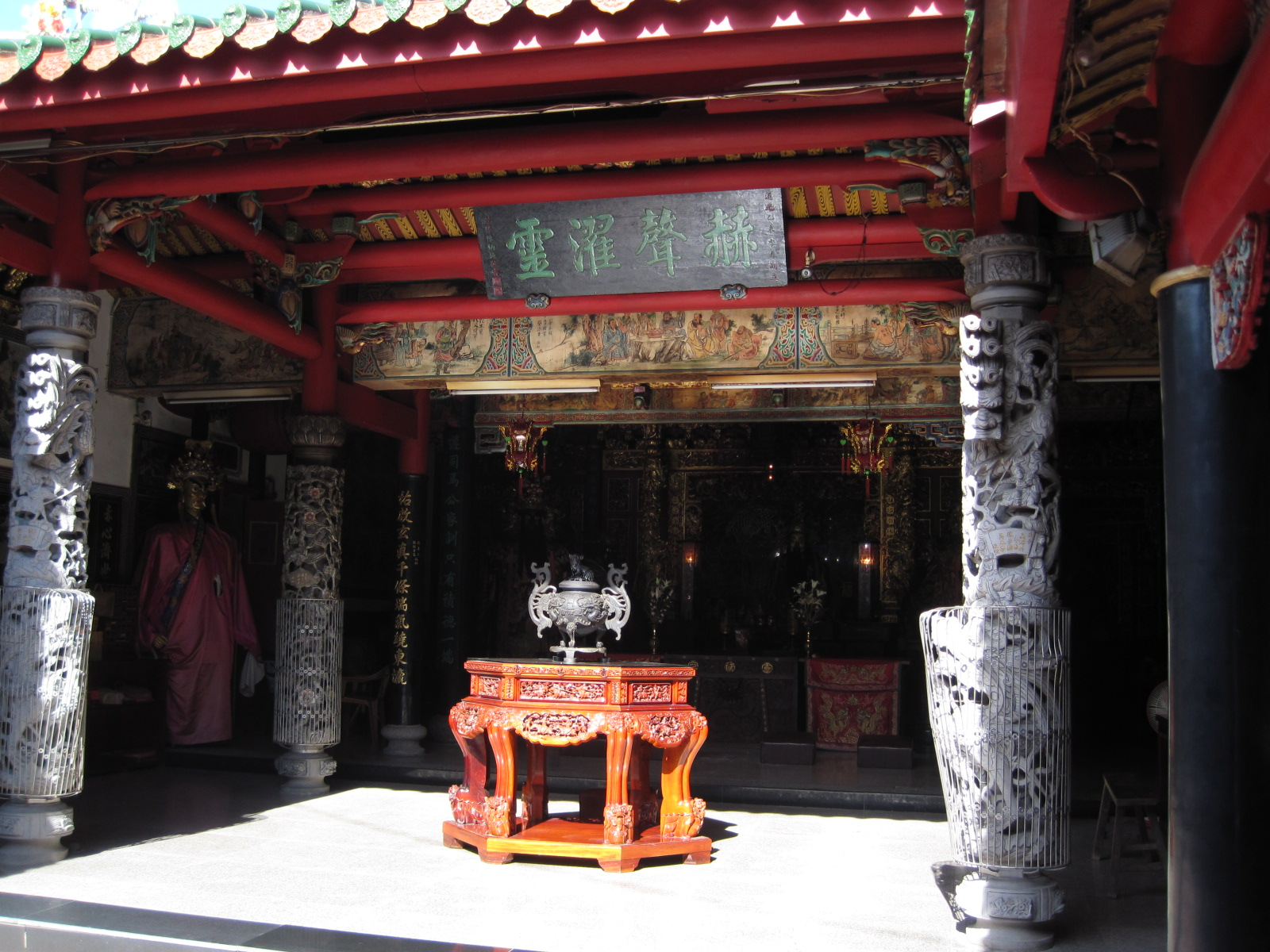
開基靈祐宮內部，上方的「赫聲濯靈」為道光十五年（1835年）的古匾
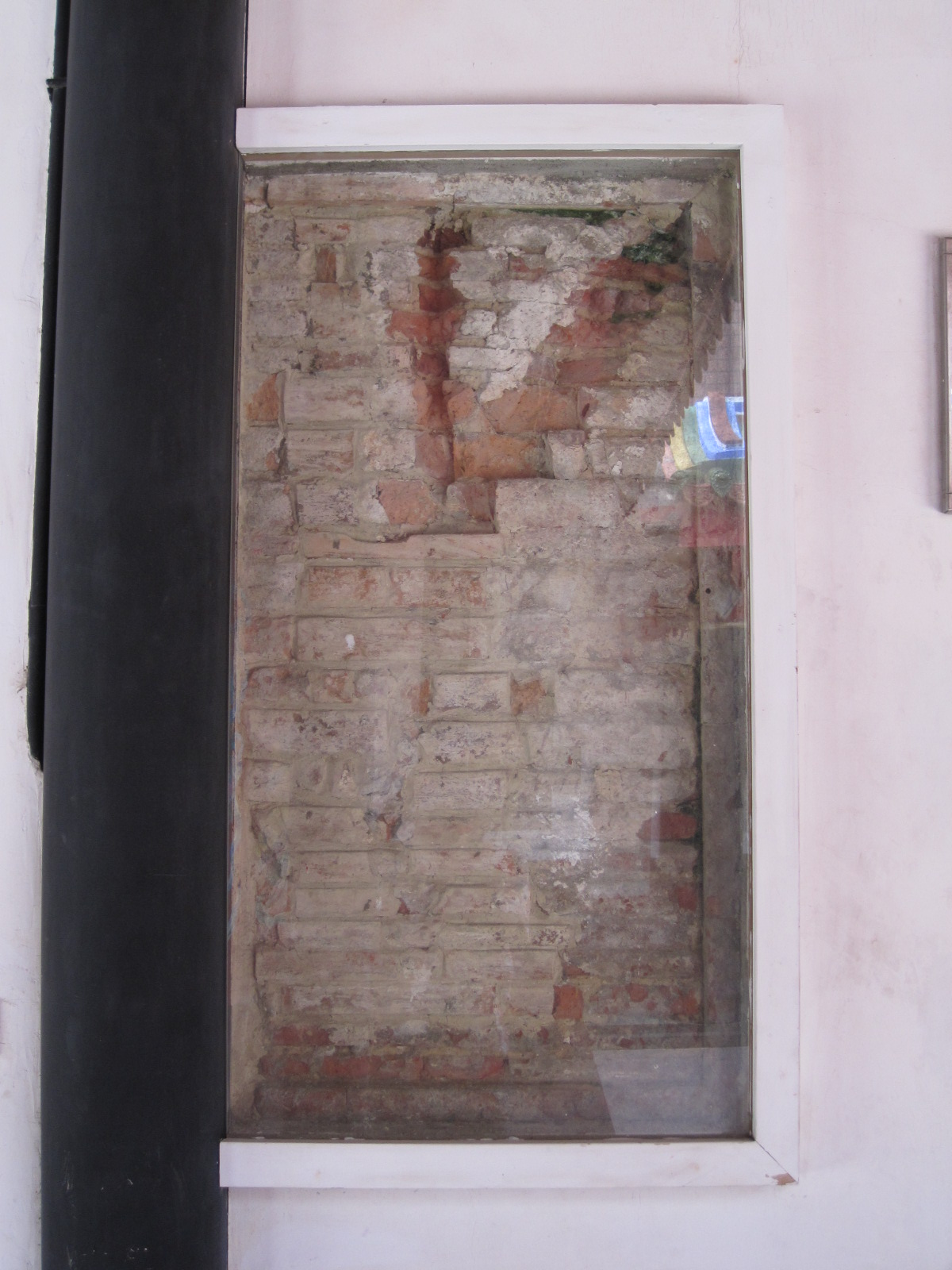
開基靈祐宮轉向的痕跡
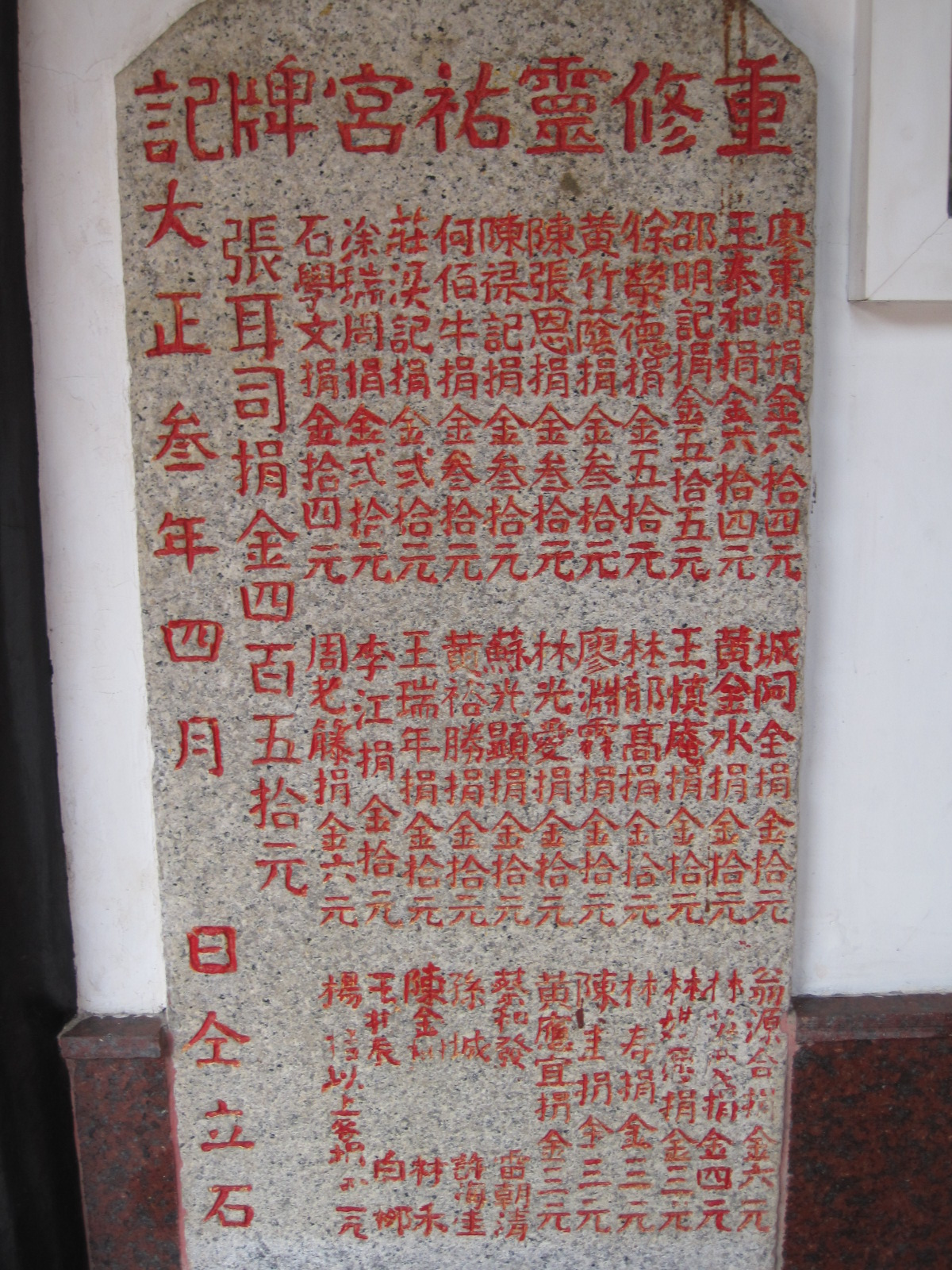
大正三年重修的碑記

該廟現在座東朝西，由廟埕、三川門、內埕、過水廊、拜殿與正殿組成，寬為三間。三川門前的抱鼓石是該廟現存最精緻的建築構件，此外廟中還收藏有嘉慶二年(1797年)之石香爐、神龕兩旁鑲有道光九年 (1829年)的對聯、道光十五年（1835年）臺灣府臺灣縣知縣陳炳極所獻「赫聲濯靈」與咸豐六年（1856年）總理職員詹廷貴之「天樞北極」的古匾。
廟內構件「黑柱紅樑」，有別於一般廟宇常見以紅色為主調的做法，其原因主要是因為玄天上帝代表北方之神，北方屬水，水色黑，因此裝飾主色大量採用黑色。此外，廟內彩繪石雕有不少府城名師作品，如正殿「三十六官將」壁畫即為蔡草如所繪、過水廊兩側的四幅壁畫為潘岳雄所畫、拜殿與正殿間水槽樑上的彩繪、正殿大楣的彩繪則為陳壽彝作品，正殿猛龍石雕亦為陳壽彝所勾勒，丁清石亦在拜殿兩側石雕留下其作品。

## 交誼境
祀典大天后宮、頂大道祀典興濟宮、首貮境萬福庵、祀典武廟、米街廣安宮、開基玉皇宮、十間巷共敬堂、草寮後菱洲宮、臺南藥王廟、玉勅玄靈壇、府城普威殿

## 其他
許丙丁的台語神怪小說《小封神》便是依開基靈祐宮為故事的主軸。

## 延伸閱讀
- 《惠安王忠孝公全集》：〈東寧上帝序〉

## 外部連結
- 開基靈祐宮的Facebook專頁